# Geotrogus bleicheri
Geotrogus bleicheri är en skalbaggsart som beskrevs av Leon Fairmaire 1879. Geotrogus bleicheri ingår i släktet Geotrogus och familjen Melolonthidae. Inga underarter finns listade i Catalogue of Life.